# Cabeza del Buey
Cabeza del Buey ist eine Kleinstadt und eine Gemeinde (municipio) mit nur noch 4.526 Einwohnern (Stand: 2024) im Südosten der spanischen Provinz Badajoz in der Autonomen Gemeinschaft Extremadura.

## Lage
Cabeza del Buey liegt ca. 120 Kilometer ostsüdöstlich von Mérida in einer Höhe von ca. 550 m. An der Nordgrenze der Gemeinde liegt die Talsperre Zújar. Der Río Zújar begrenzt die Gemeinde im Südosten. Das Klima im Winter ist gemäßigt, im Sommer dagegen warm bis heiß; die eher geringen Niederschlagsmengen (ca. 471 mm/Jahr) fallen – mit Ausnahme der nahezu regenlosen Sommermonate – verteilt übers ganze Jahr.

## Bevölkerungsentwicklung
| Jahr      | 1970 | 1981 | 1991 | 2001 | 2011 | 2021 |
| Einwohner | 9236 | 7380 | 6435 | 6003 | 5365 | 4732 |

Der deutliche Bevölkerungsrückgang seit den 1950er Jahren ist im Wesentlichen auf die Mechanisierung der Landwirtschaft, die Aufgabe bäuerlicher Kleinbetriebe und den damit einhergehenden Verlust an Arbeitsplätzen zurückzuführen (Landflucht).

## Wirtschaft
Während das Umland über Jahrhunderte in hohem Maße landwirtschaftlich geprägt war und immer noch ist, ließen sich im Ort selbst auch Kleinhändler, Handwerker und Dienstleister aller Art nieder.

## Sehenswürdigkeiten
- Reste der Burg von Almorchón
- Marienkirche

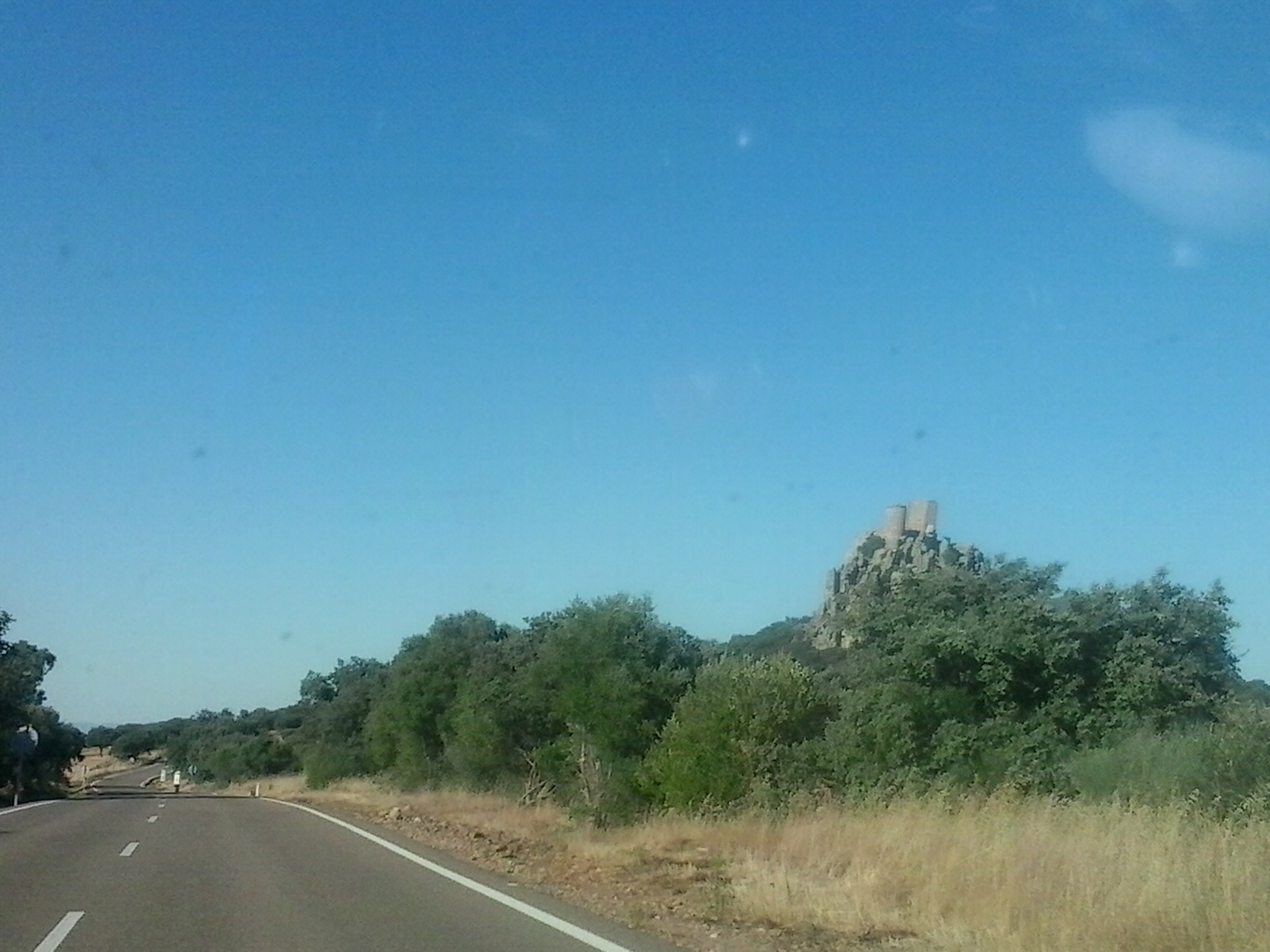
Burgruine von Almorchón
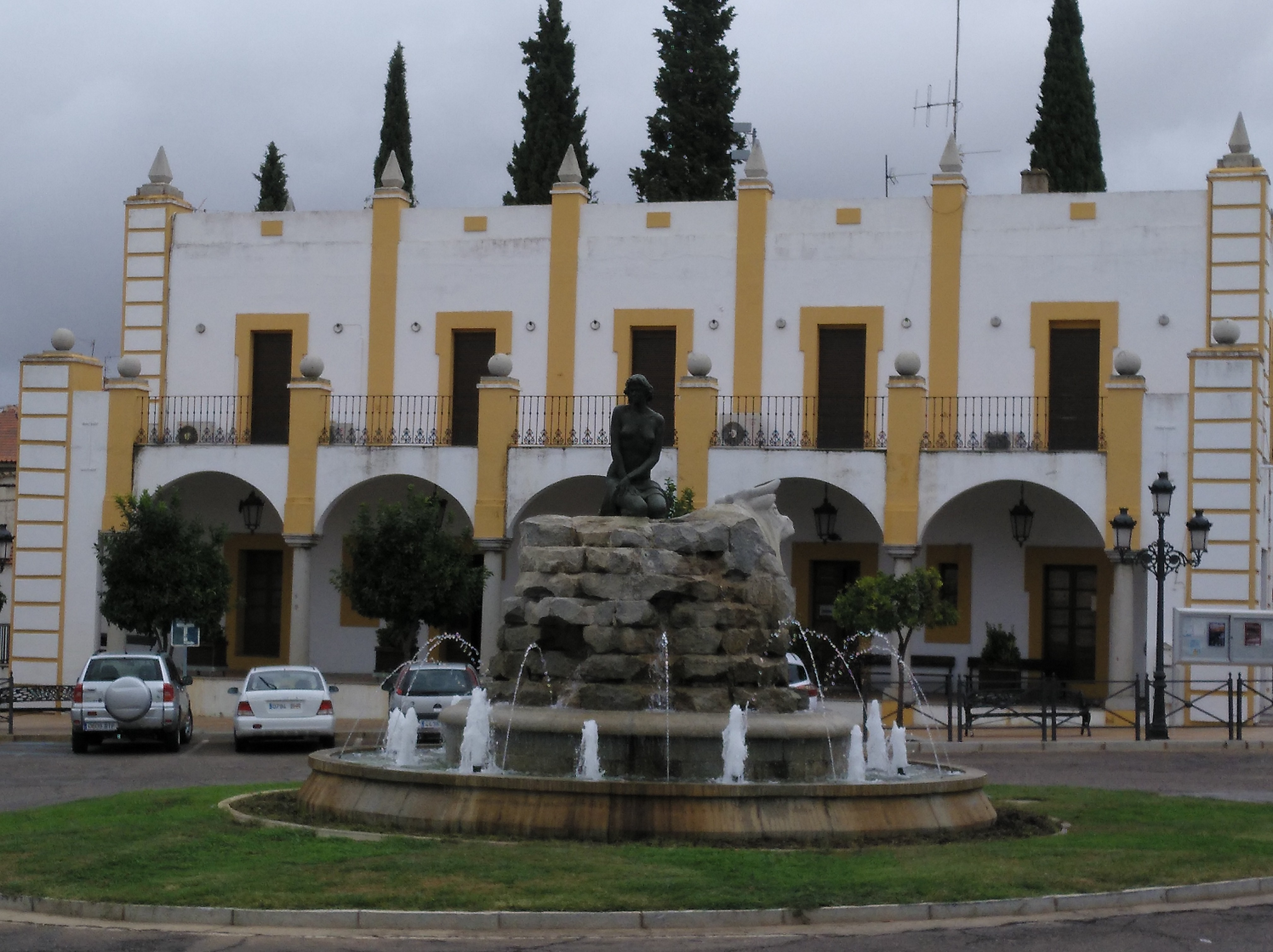
Rathaus